# 디자인투코드

## 의미
디자인투코드(Design-to-code)란 피그마(프로그램)와 같은 디자인 파일을 코드로 변환하는 것을 의미한다.
피그마의 디자인 협업 환경의 혁신에 이어 UI/UX 개발 프로세스의 혁신이 일어날 것으로 예상된다.

## 활용
여러 디자인투코드 플랫폼이 번거로운 핸드코딩 업무 대체, UI/UX 개발 시간 단축에 쓰이고 있다.

## 서비스
디자인투코드를 제공하는 서비스형 소프트웨어로는 펑션투웰브가 있다.